# Diex
Diex (słoweń. Djekše) – gmina w Austrii, w kraju związkowym Karyntia,  w powiecie Völkermarkt. Liczy 790 mieszkańców (1 stycznia 2015).